# EBay
eBay (pronunciación en inglés: /ˈiːbeɪ/) es un sitio destinado a la subasta y comercio electrónico de productos a través de internet. Es uno de los pioneros en este tipo de transacciones, habiendo sido fundado el 3 de septiembre de 1995. Desde 2002 hasta 2015 eBay fue propietario de PayPal.
eBay es utilizado por particulares, empresas y gobiernos para comprar y vender casi cualquier artículo legal y no controvertido. Las subastas de eBay utilizan un sistema de subasta Vickrey (puja sellada) puja por poder. Compradores y vendedores pueden valorarse y evaluarse mutuamente después de cada transacción, lo que da lugar a un sistema de reputación. El servicio eBay es accesible a través de sitios web y aplicaciones móviles. Los desarrolladores de software pueden crear aplicaciones que se integren con eBay a través de la API de eBay. Los comerciantes también pueden obtener comisiones de los programas de marketing de afiliación de eBay.
Desde julio de 2015 el director ejecutivo (CEO) de eBay es Devin Wenig.

## Descripción
- Subasta: es la transacción más común en el sitio.[4] El vendedor pone un precio de salida y una duración determinada para el anuncio y mientras dure ese período de tiempo, los compradores pujarán por ella. El pagador más alto se lleva el artículo, bajo las condiciones de entrega y devoluciones impuestas por el vendedor.
- ¡Cómpralo ya!: el vendedor establece un precio fijo y, si el demandante está dispuesto a pagarlo, será suyo.
- Anuncio clasificado: venta de artículos bajo esta forma de anuncio, en el que se exponen las características del artículo en cuestión y su precio.

El vendedor puede establecer su propia política de pagos: PayPal, tarjeta de crédito, transferencia bancaria o contra reembolso en el momento de la recepción del pedido y así se hace constar en el anuncio, junto a la descripción del mismo y la foto, si procede. A cambio de publicar su anuncio, eBay cobra una comisión al oferente en caso de venta, en proporción al precio final de la venta.
A pesar de que últimamente se ha aumentado la seguridad y la protección al comprador, no hay que olvidar que cualquier transacción en eBay es un trato en el que no interviene la empresa, por lo que el éxito de la compraventa depende de la buena fe de la otra parte. eBay realmente es un sistema de intermediación automático, en el que los usuarios pueden calificar al otro usuario mediante un sistema de puntos positivos o negativos, dependiendo del éxito de la operación. Sin embargo, este sistema ha demostrado ser a menudo fácilmente manipulable, por lo que en el pasado se han dado casos de estafas con vendedores asiáticos y productos de alta tecnología (televisores LCD a precios de ganga, etc.).

## Historia
eBay fue fundada en 1995 por Pierre Omidyar en San José, California; el primer artículo vendido fue un puntero láser inservible, por un precio de 14,83 dólares. Asombrado, Omidyar contactó con el ganador de la subasta con el fin de averiguar si realmente este entendía lo que había comprado. La respuesta fue más asombrosa aún: «Me gusta coleccionar punteros láser inservibles».
- En 1999 comienza su transacción bursátil en el índice Nasdaq.
- En el año 2001 adquiere el grupo francés iBazar por 100 millones de dólares, expandiendo su negocio al mercado europeo.[5]
- En 2002 compra la empresa PayPal.
- En mayo de 2005 compra el portal de clasificados Loquo.
- En marzo de 2009 se lanza en España el nuevo servicio de anuncios clasificados: eBay anuncios (anuncios clasificados de compraventa), eBay pisos (anuncios clasificados inmobiliarios) y eBay coches (anuncios clasificados de motor). Estos nuevos servicios son una novedad mundial, utilizándose España como primera plataforma para la nueva estrategia local de eBay Inc.
- En abril de 2009 anunció que había conseguido la aprobación de las autoridades de Corea del Sur para la compra del 34,2% de la página surcoreana de subastas Gmarket, con la promesa de ayudar a pequeñas y medianas empresas a vender sus productos en línea. eBay dijo que pagará US$1200 millones por la compra.[6]

- En abril de 2009, eBay informó que escindiría de su operación de telefonía por Internet, Skype, mediante una salida a bolsa, ya que eBay desea que se pague entre $2 000 millones y $2 700 millones. eBay compró a Skype en 2005 por $2 600 millones.[7]

- En 2010, eBay se considera la página web más falsificada del mundo.[8]
- En 2013, eBay compra a su rival Braintree por US$800 millones.
- En julio de 2015 se separa completamente de PayPal[9]
- En agosto de 2020 le vendió a la empresa noruega adevinta su negocio de anuncios clasificados por un monto de 9200 millones de dólares, esto le da a esta empresa una presencia en 20 países con un mercado de 1000 millones de personas y 3000 millones de visitas al mes[10]

## Críticas y controversias

### Falla en combatir fraude
Uno de los aspectos que presenta mayores riesgos para quienes adquieren artículos en eBay en la modalidad de subasta, son las ofertas o pujas falsas hechas por el vendedor en sus propios artículos con la finalidad de aumentar el precio final de venta, ya sea mediante un «usuario» distinto dentro de la plataforma de eBay o con la ayuda de alguien que opera en la plataforma en contubernio con el vendedor.
En este sentido, eBay ha admitido que estos intentos de ofertas fraudulentas son habituales en el sitio, aunque aseguran disponer de tecnología adecuada para detectarlos. A pesar de ello, las autoridades policiales advierten que "resulta muy difícil" probar la existencia de una oferta fraudulenta.
Cuando un comprador sospecha que un artículo está recibiendo ofertas falsas por parte del vendedor o sus aliados (un aumento ilógico de las cantidades ofrecidas por un mismo comprador sin competidores que hayan hecho ofertas por el mismo artículo), el comprador puede informar de la situación a eBay, pero ésta se reservará siempre -bajo la declarada intención de proteger la confidencialidad y reputación de los vendedores- el derecho de no informar a los compradores sobre las acciones que tomará en caso de confirmarse que el vendedor ha hecho ofertas por sus propios artículos. No obstante, al elevarse los precios de venta final de los artículos, tanto el vendedor como eBay son beneficiados directamente, por lo cual parece contra el sentido común que eBay realmente se interese por averiguar si los vendedores se conducen de manera honesta, pues esto iría en contra de sus propios intereses comerciales.
Además está el hecho de que los equipos de trabajo de eBay y sitios de subastas similares han sido ya desde hace algún tiempo ampliamente rebasados por el volumen de trabajo inherente a este tipo de operación de comercio electrónico, y el intentar revisar cada uno de los casos reportados por los compradores estaría claramente fuera de las posibilidades reales de la infraestructura de recursos humanos disponibles.
Por lo anterior se puede concluir –con cierto grado de certeza– que las pujas falsas (llamadas en inglés shill bidding) son mucho más frecuentes de lo que eBay podría estar dispuesta a aceptar públicamente y no existe hasta ahora una solución clara y directa ofrecida por eBay para asegurar a los compradores que las pujas falsas serán mantenidas al mínimo con un seguimiento puntual por parte de la empresa a los casos reportados por los compradores.
Anonymous, junto a otros grupos de Internet, coordinó ataques cibernéticos dentro la operation payback contra Postfinance (banco suizo), tarjetas de crédito (Visa - Mastercard) y otras páginas web como PayPal (propiedad de eBay) que cancelaron sus servicios con WikiLeaks a raíz del Cablegate.

### Críticas al sistema de opiniones y valoraciones
eBay permite a los compradores valorar a cualquier vendedor con comentarios positivos, neutros y negativos. Sin embargo, en 2008 se eliminó la opción de que los vendedores dejaran a los compradores algo que no fueran opiniones positivas.
Entre las críticas al sistema de comentarios se incluyen:
- Las transacciones pequeñas y grandes tienen el mismo peso en el resumen de retroalimentación. Por lo tanto, es fácil para un usuario deshonesto acumular inicialmente una valoración positiva engañosa comprando o vendiendo artículos de poco valor, como e-books, recetas, etc., para después pasar al fraude.
- Los vendedores pueden intentar aumentar su propia valoración comprando sus propios artículos con cuentas alias y dejando una valoración positiva para su cuenta de venta principal.
- Los vendedores pueden solicitar que se elimine la opinión y eBay a veces lo hace.
- Cuando eBay elimina los comentarios, no se informa al comprador.

## Filantropía y subastas benéficas
Utilizando MissionFish como árbitro, eBay permite a los vendedores donar una parte de los ingresos de sus subastas a una organización benéfica elegida por el vendedor y cobra tarifas con descuento por las subastas benéficas.
Entre las subastas benéficas de gran repercusión facilitadas a través de eBay se incluye el "Power Lunch" con el inversor Warren Buffett para 8 personas en el restaurante Smith & Wollensky de Nueva York, cuyos beneficios se destinaron íntegramente a la Glide Foundation. Las subastas se celebraron anualmente en 21 años entre 2000 y 2022, sin subastas en 2020 y 2021 debido a la pandemia de COVID-19. En total, las subastas en eBay del almuerzo con Buffett recaudaron 53,2 millones de dólares para la Glide Foundation, con pujas ganadoras que oscilaron entre los 2 millones de dólares y los 19 millones de la subasta final de 2022. Están previstas subastas benéficas a través de eBay para un almuerzo con Marc Benioff, consejero delegado de Salesforce.
También en beneficio de la caridad, una carta enviada a Mark P. Mays, director general de Clear Channel Communications por el senador Harry Reid y otros cuarenta senadores del Demócrata, quejándose de los comentarios realizados por el presentador conservador Rush Limbaugh, se vendió por 2.100.100 dólares, y todo lo recaudado se destinó a la Marine Corps-Law Enforcement Foundation, en beneficio de la educación de los hijos de hombres y mujeres que han muerto sirviendo en las fuerzas armadas. La puja ganadora fue igualada por Limbaugh.
En 2022, se recaudaron más de 163 millones de dólares para organizaciones benéficas a través de la plataforma.